# Welsede
Welsede è una frazione (Ortsteil) della città di Hessisch Oldendorf, nel land della Bassa Sassonia, in Germania.

## Storia
Già comune autonomo nel circondario della contea di Schaumburg, fu soppresso e incorporato a Hessisch Oldendorf il 1º gennaio 1973.